# 20625 Noto
20625 Noto este un asteroid din centura principală, descoperit pe 9 octombrie 1999, de Akira Tsuchikawa.